# Bestandsaufbau
Als Bestandsaufbau bezeichnet man im Bibliothekswesen die gezielte Zusammenstellung von Medien zu einem Bibliotheksbestand. Relevant sind unter anderem Zielgruppe, Budget, Aktualität und Sammelauftrag. Neben der Erwerbung und Einarbeitung neuer Medien gehört zum Bestandsaufbau auch die Deakzession.